# Communes de la province de Syracuse
- Haut – A
- B
- C
- D
- E
- F
- G
- H
- I
- J
- K
- L
- M
- N
- O
- P
- Q
- R
- S
- T
- U
- V
- W
- X
- Y
- Z

## A
- Augusta (Italie)
- Avola

## B
- Buccheri
- Buscemi

## C
- Canicattini Bagni
- Carlentini
- Cassaro

## F
- Ferla
- Floridia
- Francofonte

## L
- Lentini

## M
- Melilli

## N
- Noto

## P
- Pachino
- Palazzolo Acréide
- Portopalo di Capo Passero
- Priolo Gargallo

## R
- Rosolini

## S
- Syracuse
- Solarino
- Sortino